# Schwendibach
Schwendibach is een gemeente en plaats in het Zwitserse kanton Bern, en maakt deel uit van het district Thun.
Schwendibach telt 243 inwoners.